# Lubrańczyk
Lubrańczyk – wieś w Polsce, położona w województwie kujawsko-pomorskim, w powiecie włocławskim, w gminie Lubraniec.
| SIMC    | Nazwa      | Rodzaj    |
| ------- | ---------- | --------- |
| 1035360 | Julianowo  | część wsi |
| 1035756 | Włościanki | część wsi |

W latach 1975–1998 wieś administracyjnie należała do województwa włocławskiego.
Według Narodowego Spisu Powszechnego (III 2011 r.) liczyła 160 mieszkańców. Jest dwudziestą co do wielkości miejscowością gminy Lubraniec.